# طوطی‌کاکلی کاکل‌لیمویی
طوطی‌کاکلی کاکل‌لیمویی(نام علمی: Cacatua sulphurea citrinocristata) نام یک زیرگونه از گونه طوطی‌کاکلی کاکل‌زری است.